# Sulafruktduva
Sulafruktduva (Ramphiculus mangoliensis) är en fågel i familjen duvor inom ordningen duvfåglar.

## Utbredning och systematik
Fågeln återfinns i Sulaöarna (Taliabu, Seho och Mangole). Tidigare betraktades sulafruktduva som underart till Ptilinopus subgularis som nu efter uppdelningen kallas banggaifruktduva. 

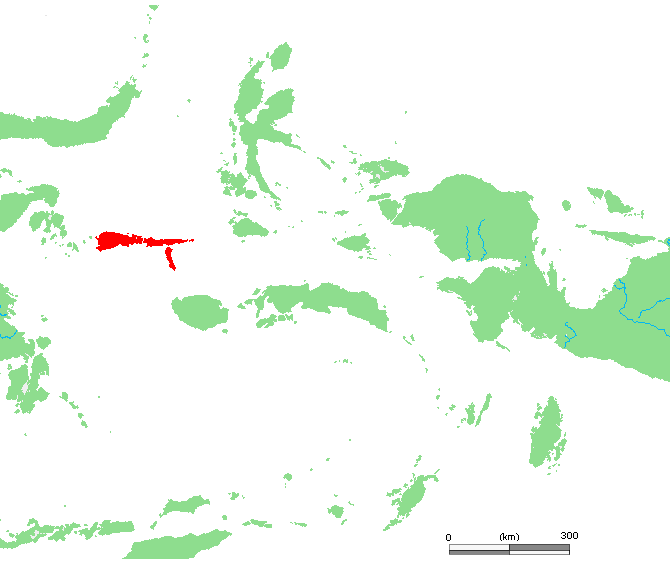
Fågeln förekommer enbart i indonesiska Sulaöarna, rödmarkerade på kartan.

## Status
IUCN kategoriserar arten som nära hotad.